# Le Cabaret de la Mère Antony
Le Cabaret de la Mère Antony est un tableau réalisé par le peintre français Auguste Renoir en 1866. Cette huile sur toile de format vertical est une scène de genre qui représente principalement une femme, trois hommes et un chien autour d'une table à l'intérieur d'une auberge à Bourron-Marlotte, dans ce qui est aujourd'hui la Seine-et-Marne. Il s'agit d'un portrait de groupe figurant à côté de Nana, la fille de l'aubergiste, qui débarrasse des assiettes, les amis masculins de l'artiste, avec de gauche à droite Jules Le Cœur, "Bos", un ami de Le Cœur et Alfred Sisley. Depuis un don en 1926, l'œuvre est conservée au Nationalmuseum, à Stockholm, en Suède.

## Contexte
Le tableau montre une scène dans l'auberge du même nom, le Cabaret de la mère Antony dans le hameau français de Marlotte, également connue sous le nom d'Auberge du Sabot Rouge, qui était alors dirigée par le couple Antony. L'auberge a été construite en 1850 à Bourron-Marlotte et démolie vers 1880.
Le village de Marlotte était situé à l'orée de la forêt de Fontainebleau. La région était appréciée des peintres de l'école de plein air de Barbizon. L'auberge devint rapidement populaire auprès des peintres d'avant-garde et l'un de leurs lieux de rencontre. Des écrivains, d’autres artistes et critiques d’art fréquentaient également les lieux. Parmi les clients célèbres, outre Renoir, figurent Alphonse Daudet, Loÿs Delteil, Henry Murger, Alfred Sisley, Ernest Reyer, qui y composa son opéra Salammbô, et la cantatrice Rose Caron. Henri Murger y reçut la Légion d'honneur le 15 août 1858. Dans son roman Le Sabot rouge il décrit l'auberge comme un important centre artistique et la nomme l'Auberge du Sabot Rouge, le village y devient Saint-Clair et les propriétaires Eustache et Héloïse Pampeau. Même le chien Toto, un chien de cirque, figure dans son roman ; il figure également au premier plan du tableau de Renoir.
Peu avant que Renoir ne peigne Le cabaret de la Mère Antony, en février 1866 Sisley commence deux toiles sur Marlotte, Rue de village à Marlotte et Femmes allant au bois, paysage, démontrant l'intérêt qu'il porte à ce village qu'il connaît depuis le début des années 1860.
Des documents attestent que Renoir se trouve à Marlotte fin avril, début mars 1866 et il séjourne fréquemment chez Jules Le Cœur dans sa maison achetée à Marlotte en 1865. Il pourrait avoir été peint au lendemain du rejet de ses toiles par le jury du Salon de 1866, du 1er mai au 15 mai.

## Description
Auguste Renoir décrit la toile à Ambroise Vollard ainsi : « Le cabaret de la Mère Anthony (sic) est un de mes tableaux dont j’ai gardé le souvenir le plus agréable. Ce n’est pas que je trouve cette toile particulièrement excitante, mais elle me rappelle tellement l’excellente Mère Anthony et son auberge de Marlotte, la vraie auberge de village ! J’ai pris comme sujet de mon étude la salle commune qui servait également de salle à manger. La vieille femme coiffée d’une marmotte, c’est la mère Anthony en personne ; la superbe fille qui sert à boire était la servante Nana. Le caniche blanc, c’est Toto, qui avait une patte de bois. Je fis poser autour de la table quelques-uns de mes amis, dont Sisley et Le Coeur.  Quant aux motifs qui constituent le fond de mon tableau, je les avais empruntés à des sujets peints à même le mur, qui étaient l’œuvre sans prétention, mais souvent très réussie, des habitués de l’endroit. Moi-même j’y avais dessiné la silhouette de Mürger, que je reproduisis dans ma toile, en haut à gauche. » Il précise que les « fresques » figurant sur la toile furent détruites peu après et qu'elle fut accrochée dans la salle de l'auberge à leurs places.
Jean Renoir dans son ouvrage biographique sur son père, Renoir, reconnaît « Sisley debout et Pissarro de dos. Le personnage rasé est Franc-Lamy », ce qui semble peu fondé.
Bien qu'il existe diverses interprétations concurrentes des personnages représentés dans le tableau, on pense que la jeune fille qui débarrasse les assiettes à l'avant gauche du tableau est Nana ; Le peintre et architecte Jules Le Cœur apparaît comme l'homme barbu debout s'apprêtant à rouler une cigarette, l'homme rasé de près assis face au spectateur serait le paysagiste hollandais "Bos", ami de Le Cœur ; l'artiste Alfred Sisley apparaît comme l'homme barbu assis avec un chapeau à côté de Toto, un caniche à trois pattes avec une patte de bois ; à l'extrême droite, on voit le dos de la propriétaire, Madame Antony, portant un foulard. Derrière elle, sur le mur, se trouve une image du romancier et poète français Henry Murger, icône de la bohème.
Sur la table se trouve un numéro de L'Événement, journal qui a publié des critiques d'art marquantes d'Émile Zola entre avril et mai 1866 où il défend Édouard Manet et écrit quelques lignes sur La Femme à la robe verte de Claude Monet. La figuration du journal suggère que le groupe discute peinture, et la scène de genre relève aussi de la peinture d'histoire contemporaine. Le journal est aussi figuré en 1866 sur une toile de Paul Cézanne dans le portrait de son père lisant L'Événement.

## Influences
Le tableau L'Après-dînée à Ornans (1848-1849) de Gustave Courbet éclaire cette œuvre, montrant l'influence de Courbet sur l'une des premières toiles de Renoir.

## Provenance
- Adrien-Aurélien Hébrard, Paris, 1905[9]

- Klas Fåhraeus (sv) de Sottsjöbaden près Stockholm, 1912 (vente à Amsterdam 55 000 florins)

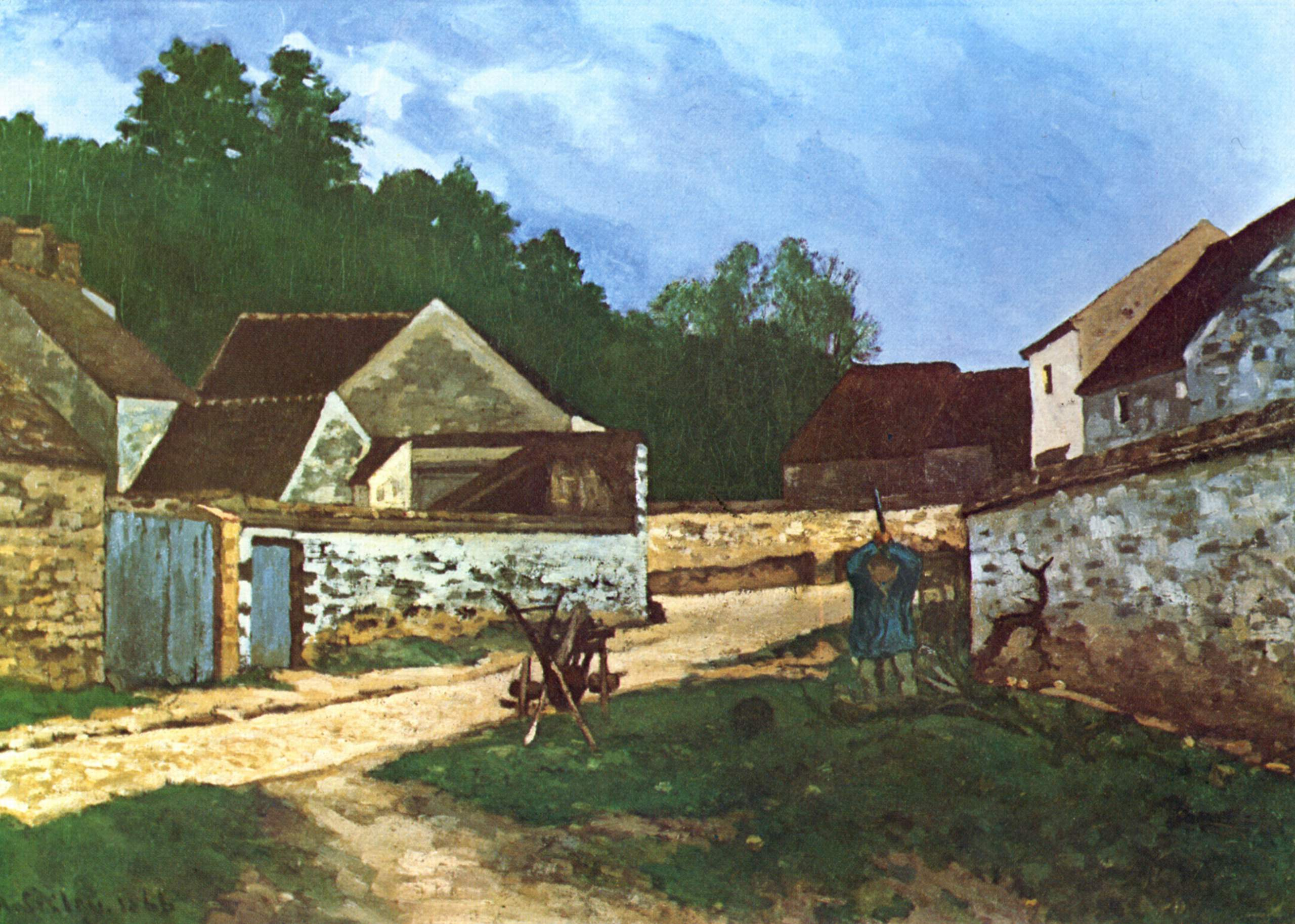
Rue de village à Marlotte, Alfred Sisley, 1866, Galerie d'art Albright-Knox.
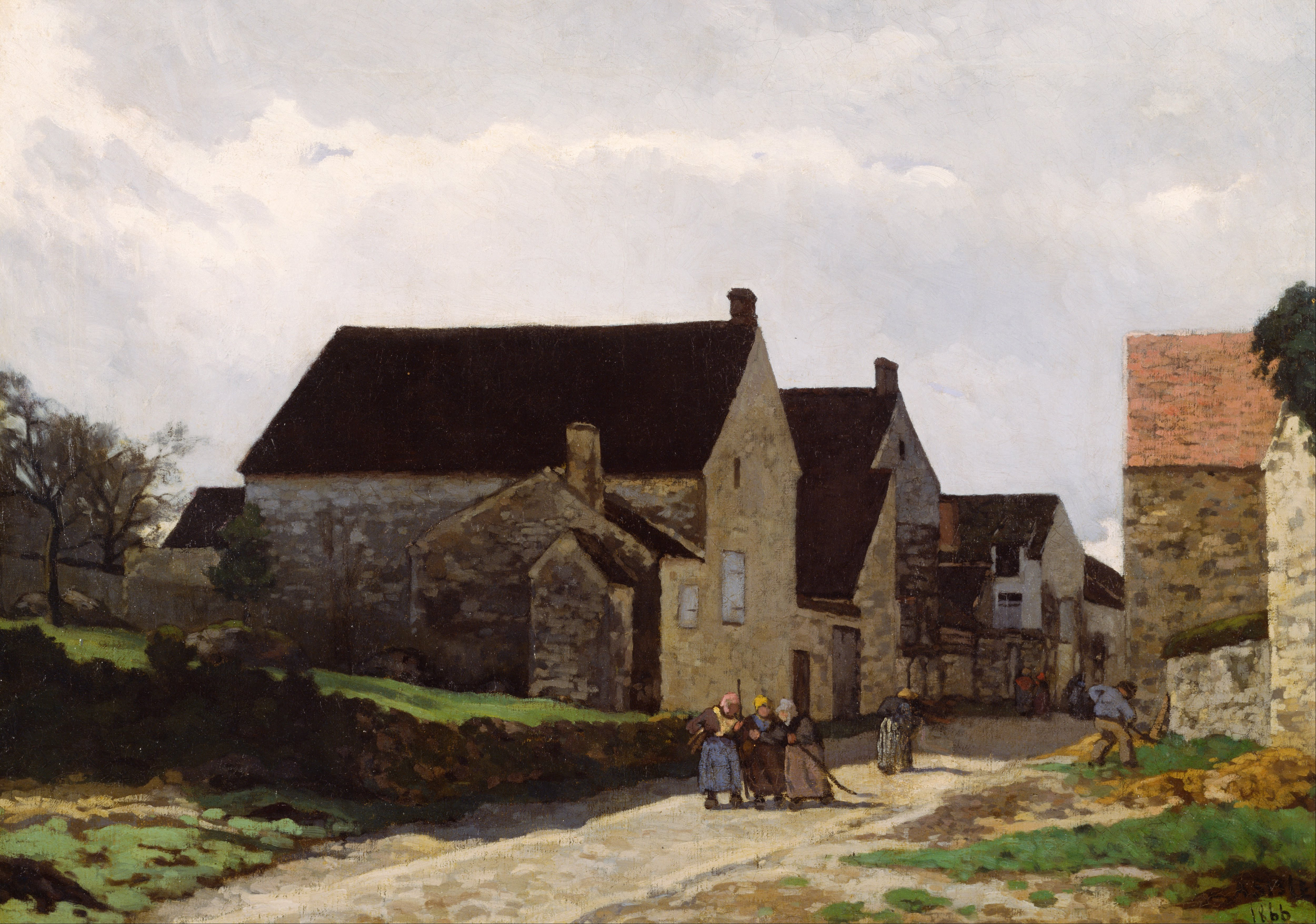
Femmes allant au bois, paysage, Alfred Sisley, 1866, musée Artizon.
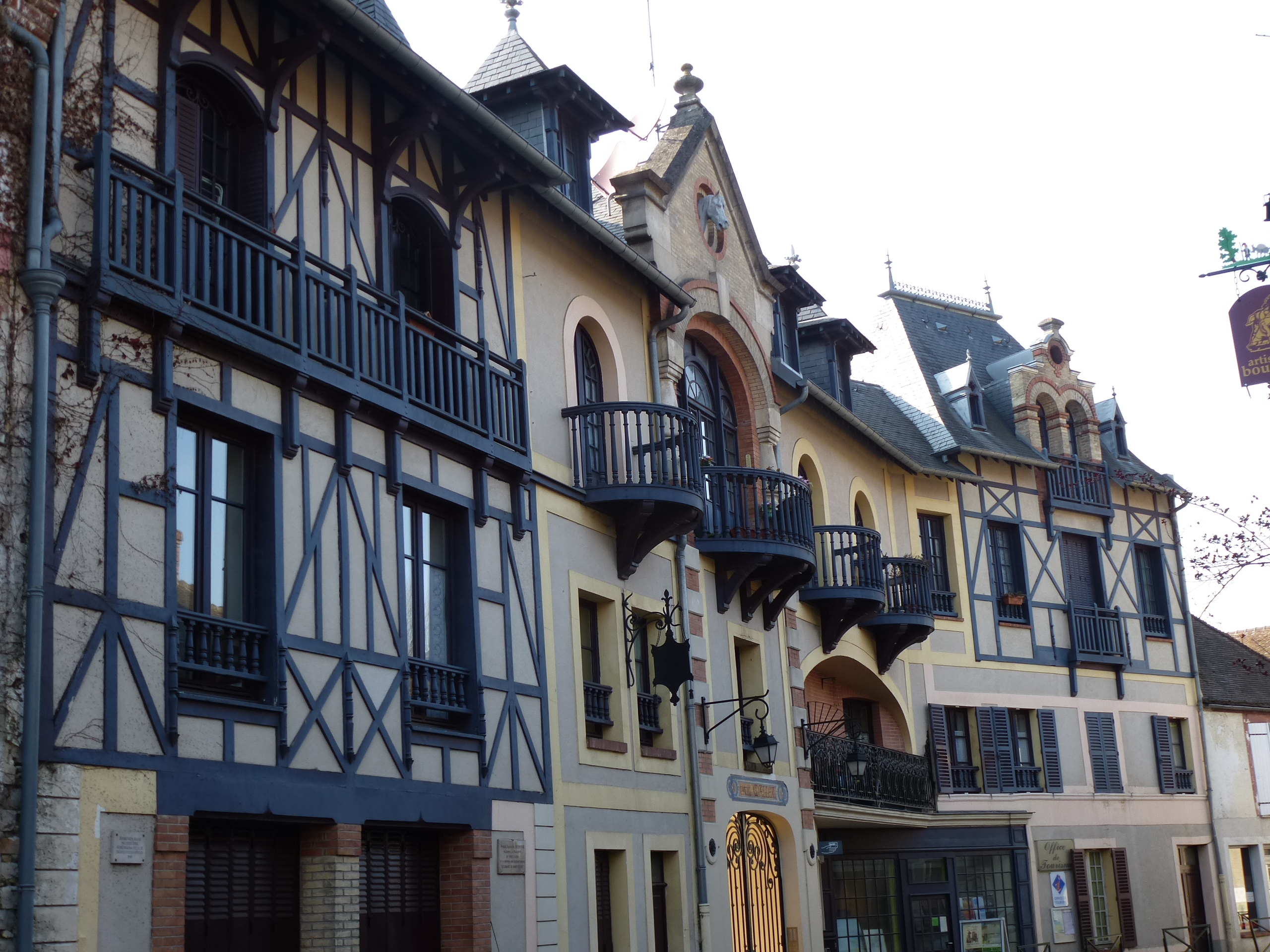
Ancien hôtel Mallet et emplacement de l'auberge de la mère Antony où séjournèrent de nombreux artistes et écrivains du XIXe siècle, 37 rue Murger, Bourron-Marlotte